# Maslinica
Maslinica je chorvatská osada, která leží na západním břehu ostrova Šolta ve Splitsko-dalmatské župě. Tvoří součást opčiny Šolta. Žije zde 242 obyvatel.
Maslinica je nejzápadnější osadou na ostrově. Na západě od ní leží souostroví 7 ostrovů – Balkun, Rudula, Grmej, Stipanska, Saskinja, Polebrnjak a Kamičić. Na ostrově Stipanska stával kostel a benediktinský klášter z 5.–6. století.
Maslinica byla založena v 18. století jako obranná pevnost – v osadě se dochovala tvrz, která dnes slouží jako hotel. Později byla rybářskou osadou a v současnosti je hlavním zdrojem příjmů turistický ruch. V osadě se nachází pláž a marina. Pravidelné lodní linky v Maslinici nepřistávají, osada je ale propojena silnicí D111 s Rogačí, kam připlouvají trajekty Jadrolinija ze Splitu. Nad osadou se tyčí kostel sv. Mikuláše (Sv. Nikola).

## Fotogalerie

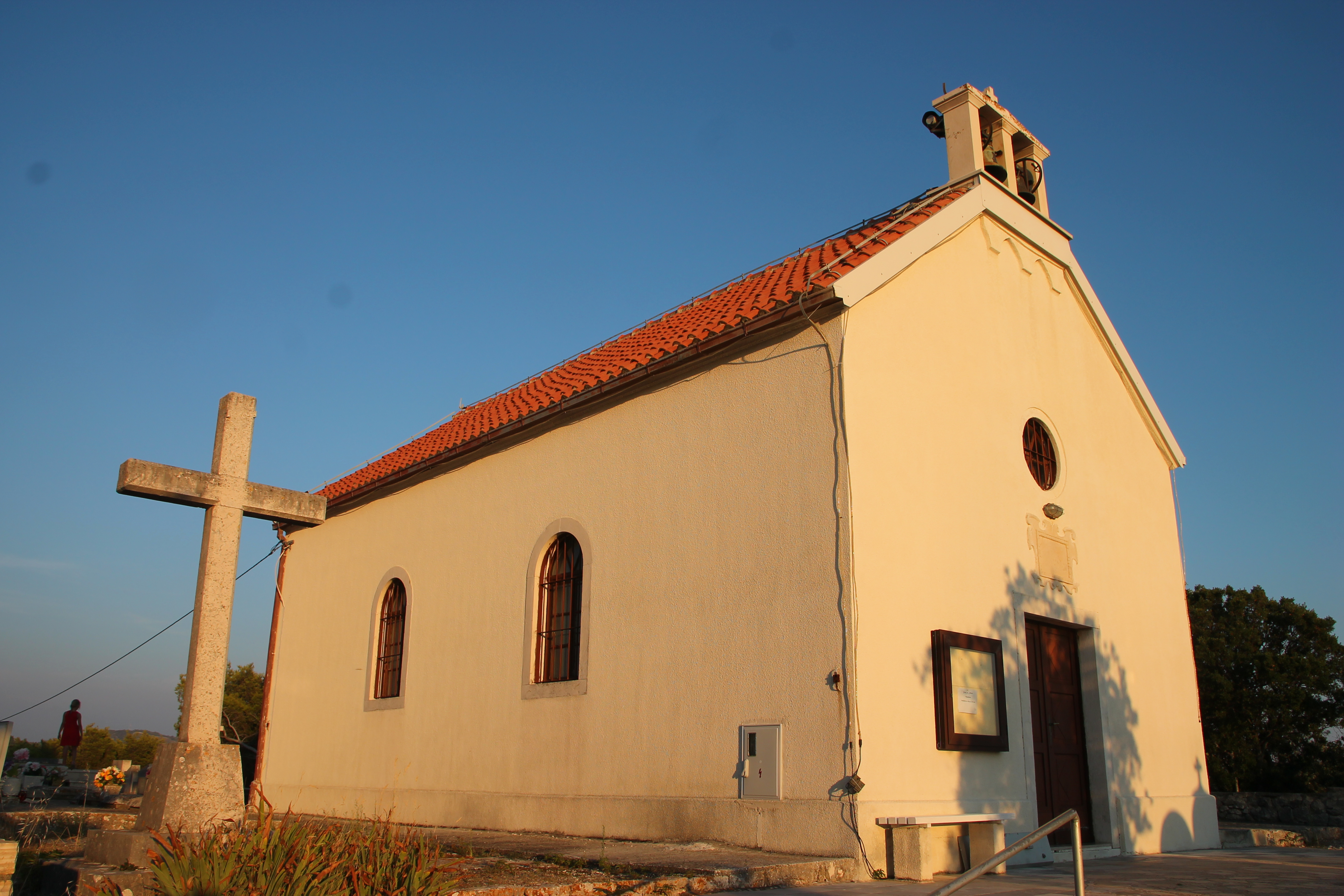
Kostel sv. Mikuláše
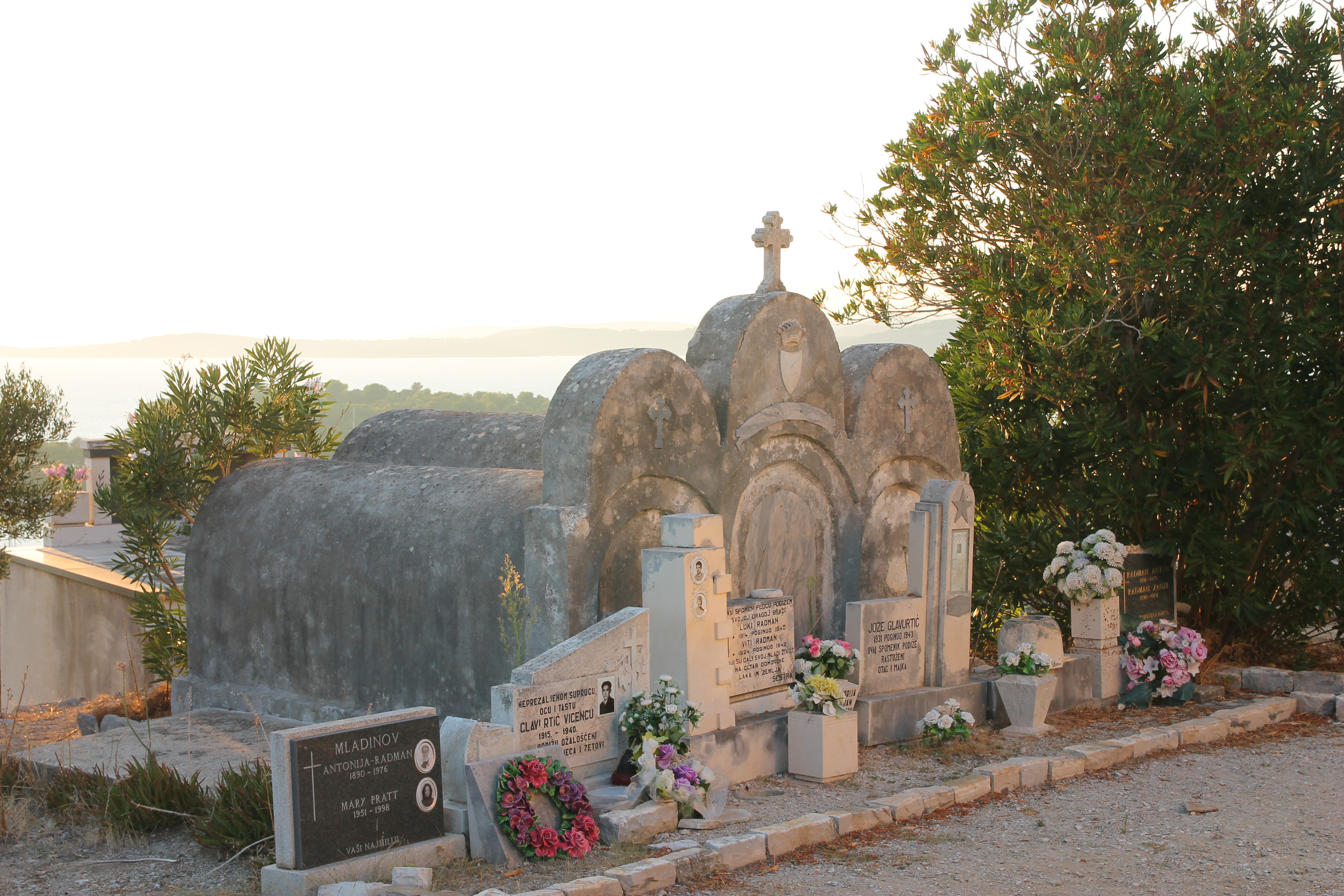
Hrobka u kostela
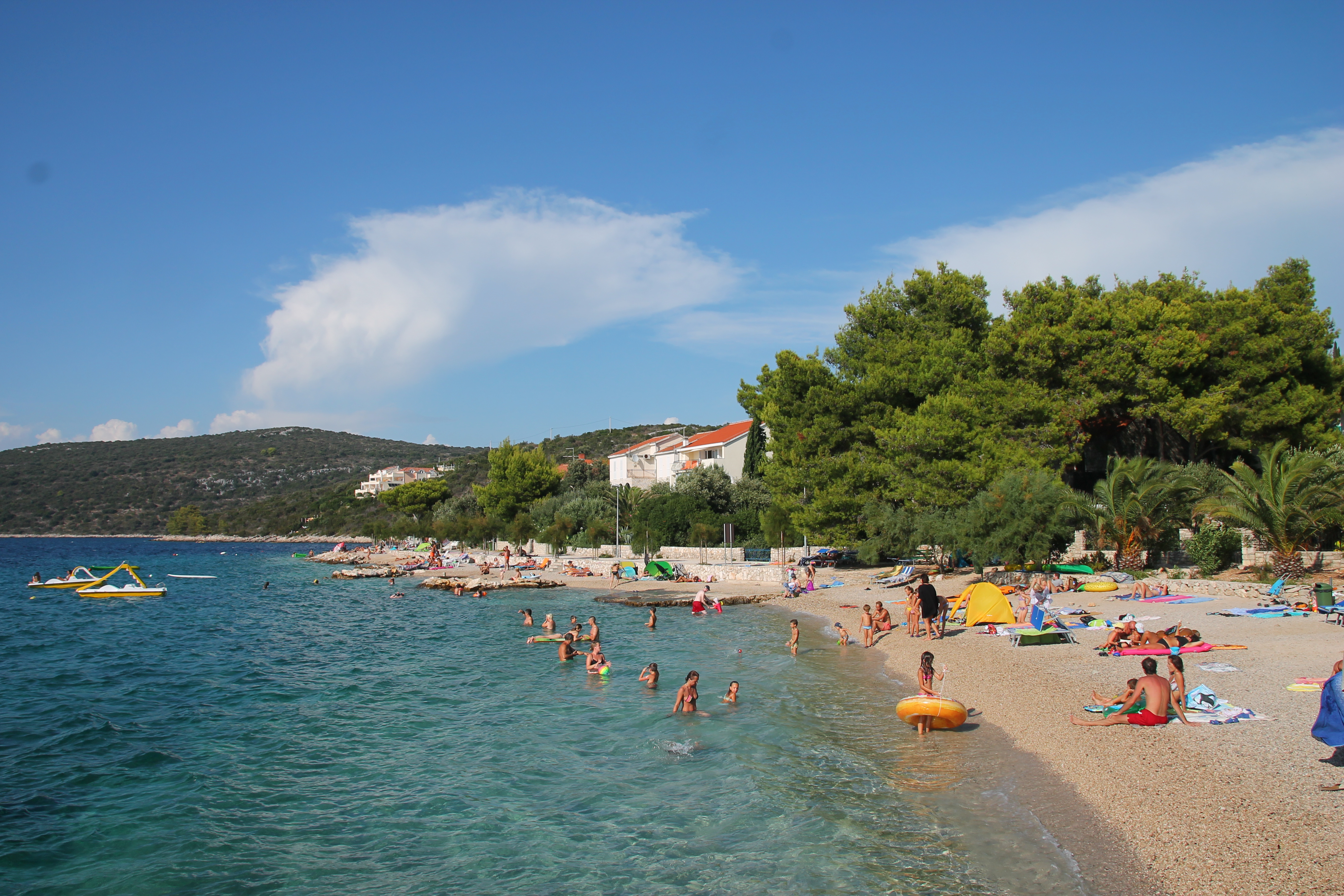
Pláž
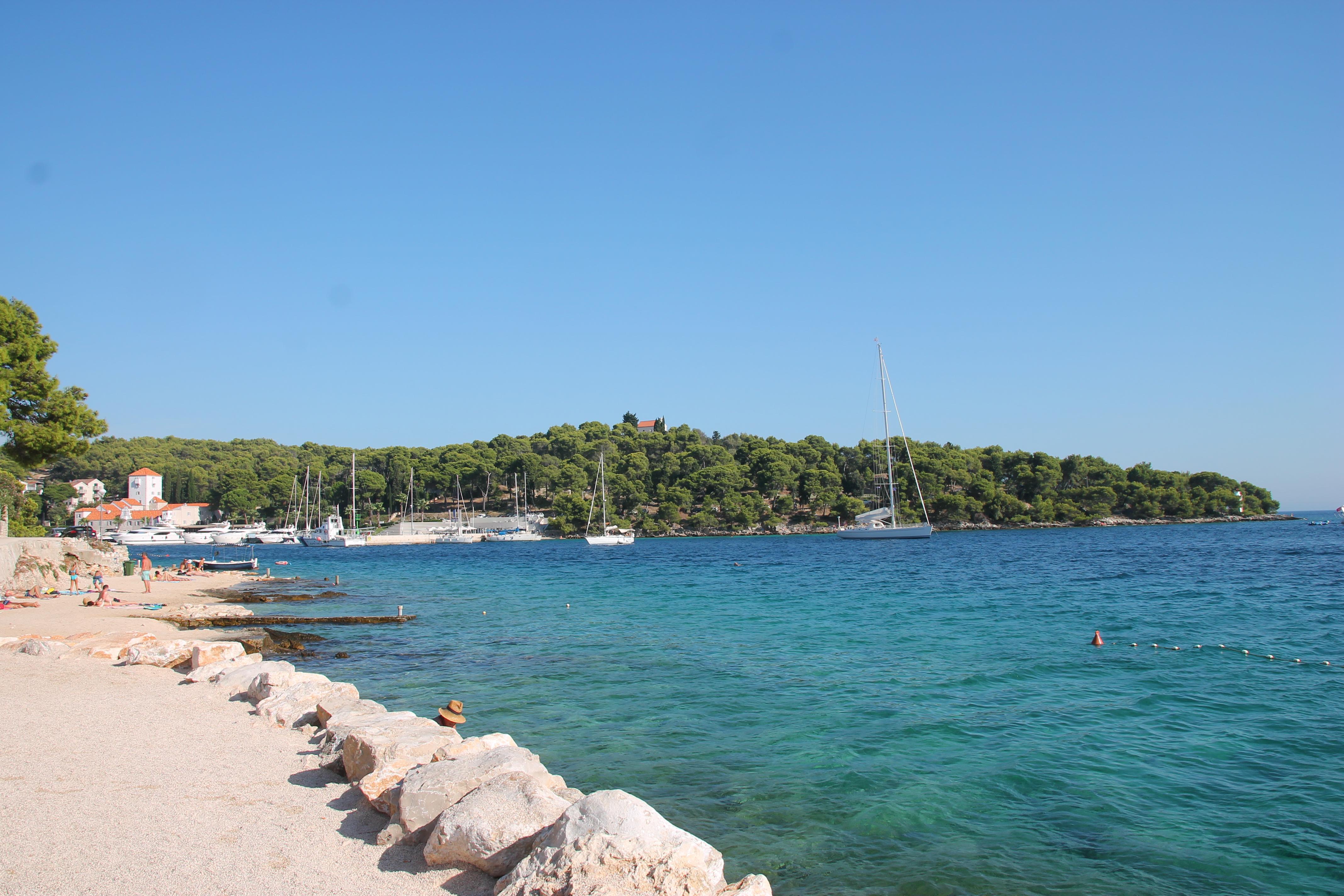
Pláž
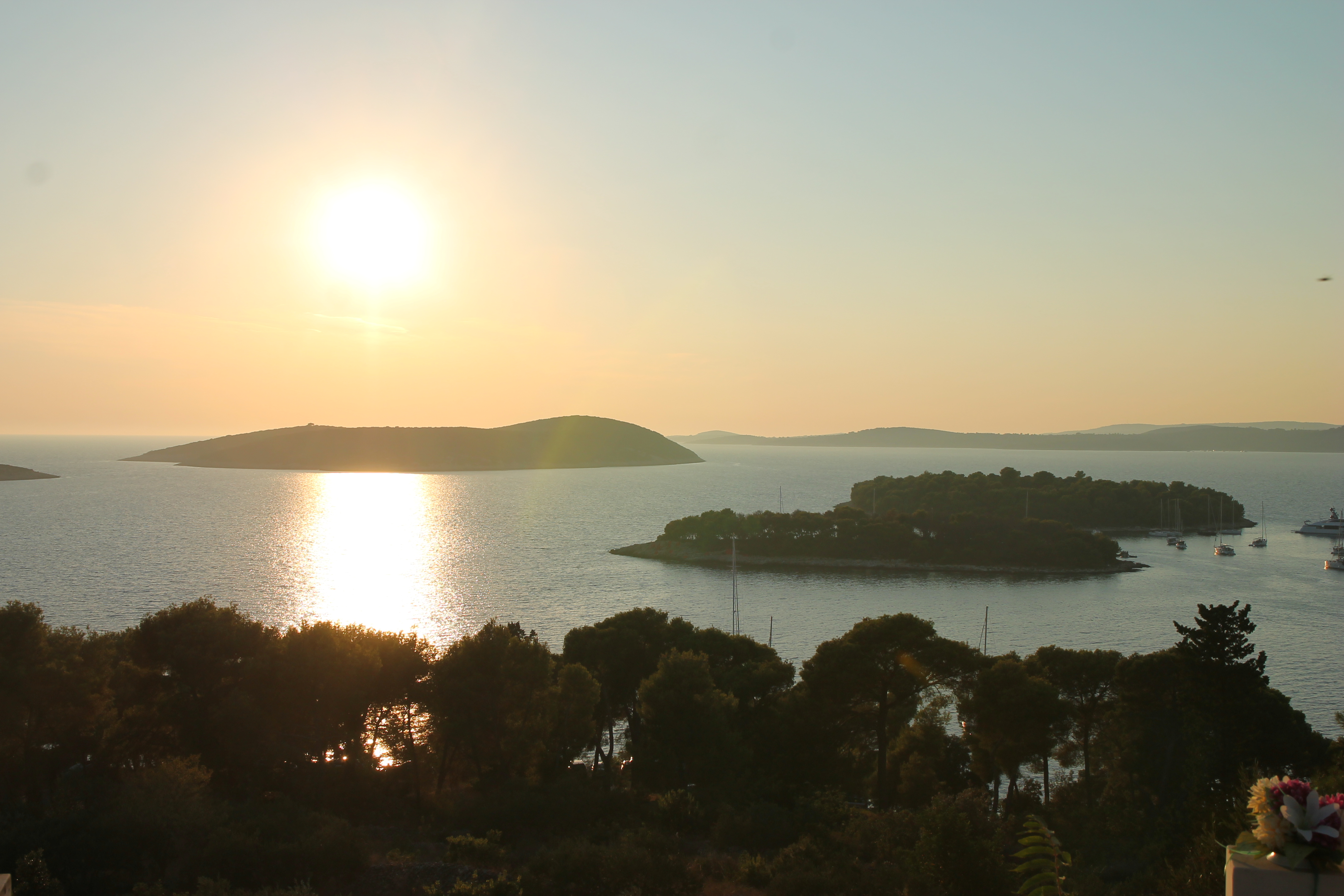
Ostrovy západně od vesnice
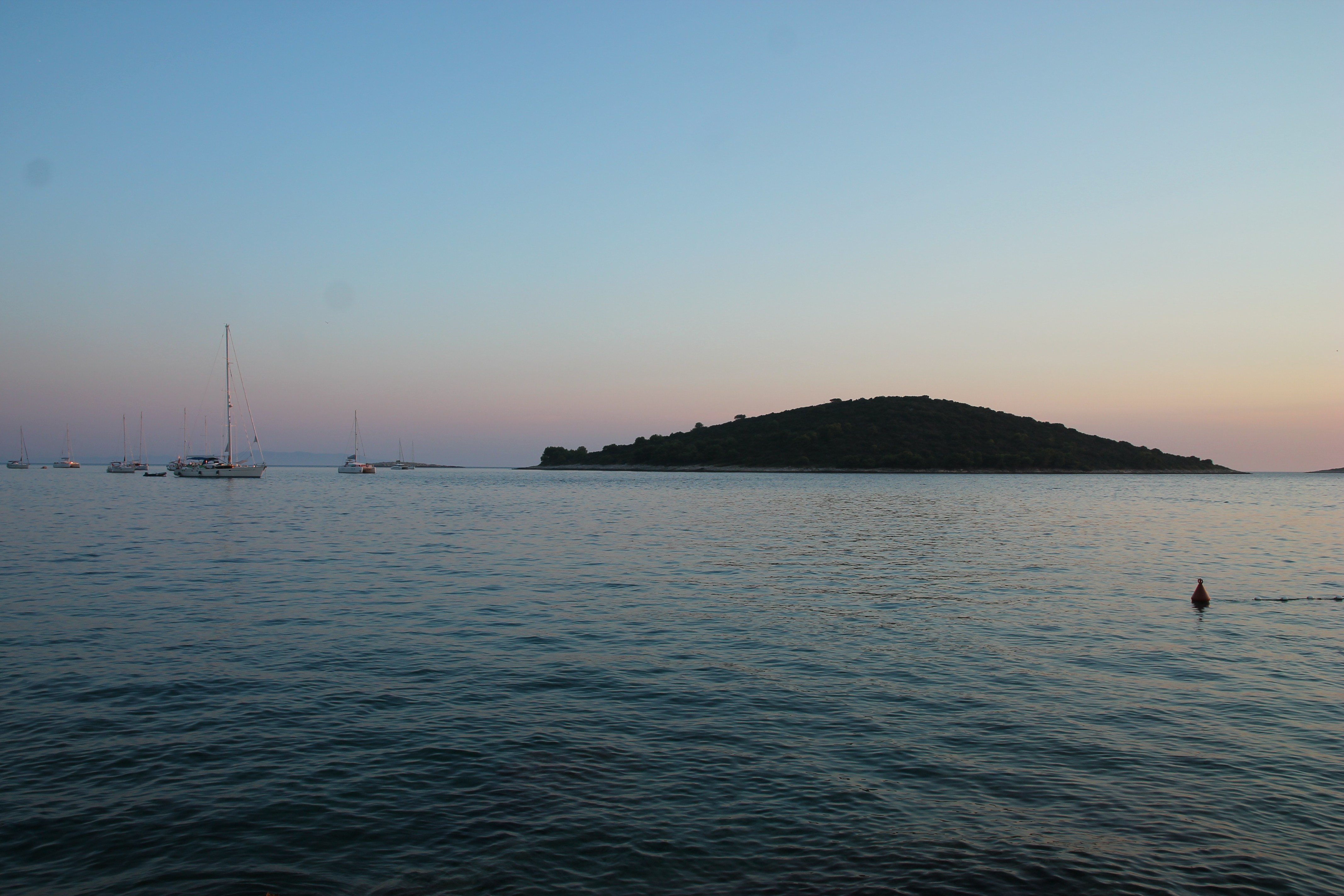
Jeden z ostrovů
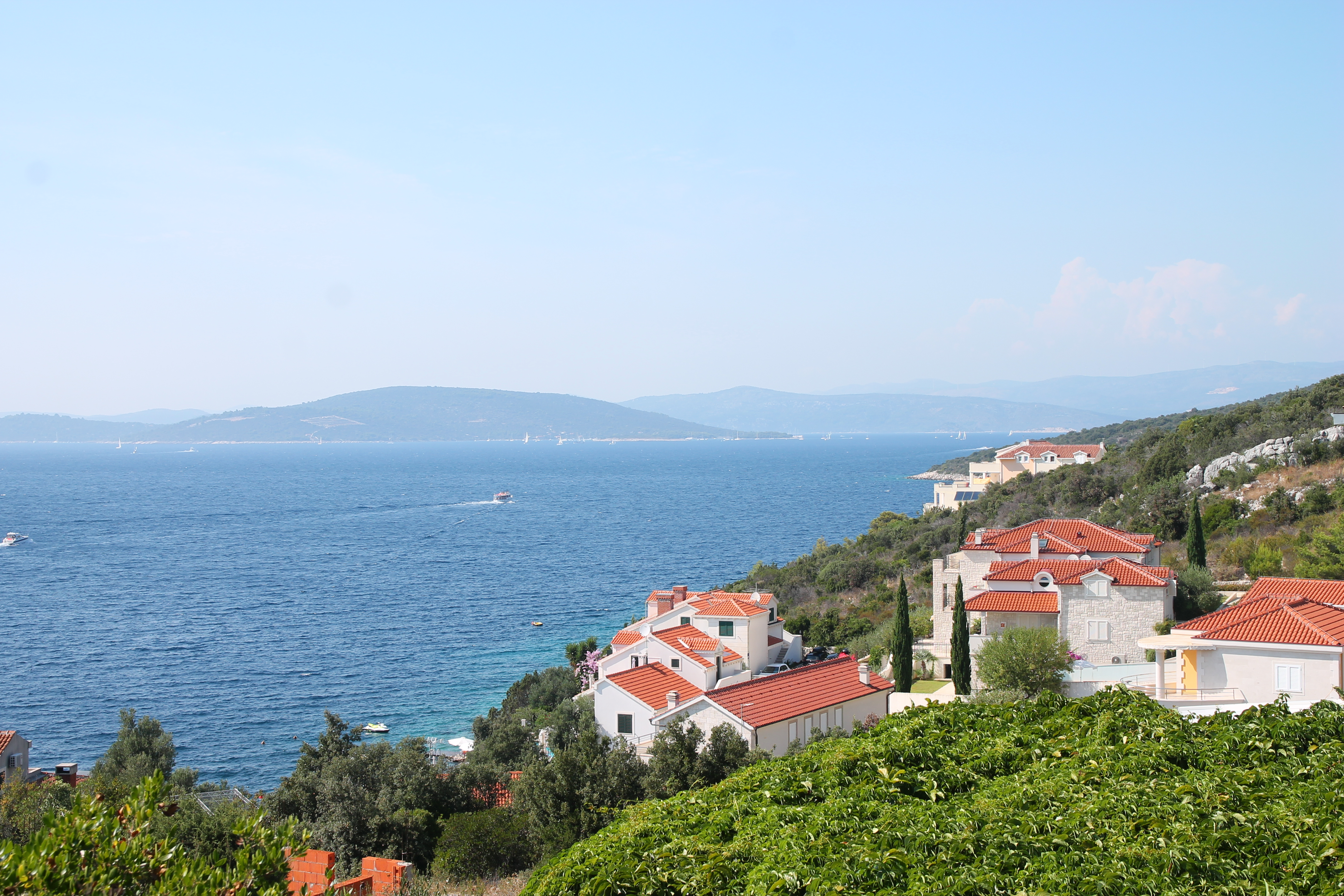
Výhled směrem k pevnině z ulice Od punte
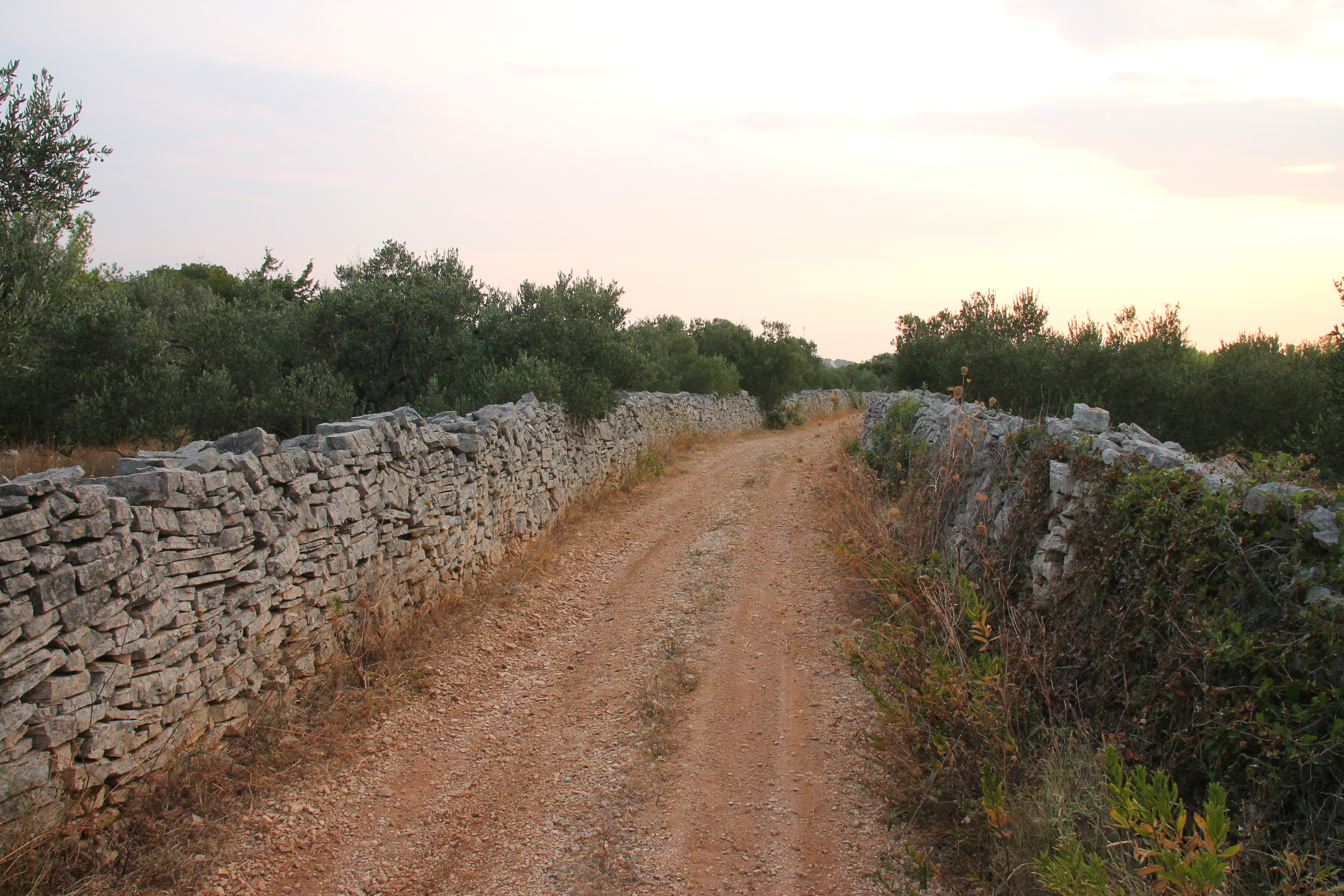
Cesta s kamennými zídkami směrem k D. Selu
Tradiční kamenné zdi
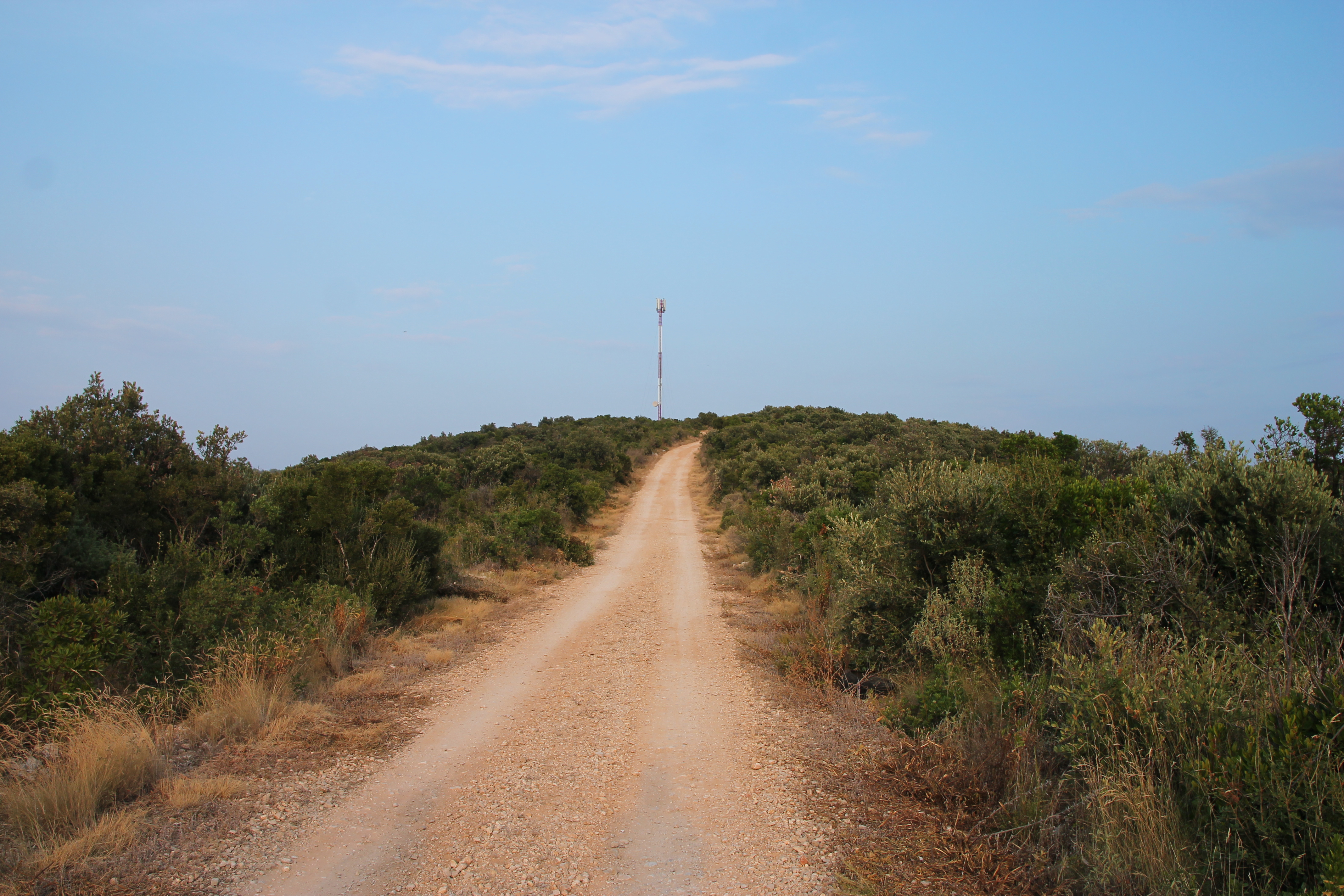
Prašná cesta směrem k D. Selu